# Токай-Хедьялья
Виноробний регіон Токай (угор. Tokaji borvidék) або Токай-Хедьялья — історичний виноробний регіон, де виготовляють токайські вина із білих сортів винограду. Знаходиться в північно-східній Угорщині(Токай, медьє(адміністративна одиниця) Боршод-Абауй-Земплен) та на деякій південно-східній частині Словаччини(Земплін, округ Требішов).

## Етимологія
Токай-Хедьялья (часто вживають просто Токай (угор. Tokaj)) — виноробний регіон, що носить назву однойменного міста в Угорщині(Токай). Хедьялья(угор. Hegyalja) із угорської означає передгір'я.
Токайський замок(угор. Tokaj várát) в 16-17. століттях, був відомий по всій Європі. Сюди часто навідувалися іноземні торговці, переважно, заради токайського вина. Саме ж місто розташоване в передгірній зоні, тому і поширилася назва в Європі — Токай гірський(лат. Montium vitiferorum Tokaiensis, нім. Tokayer Gebürg або нім. Tokajer Wein-Gebürg). Із 18 ст. регіон почали називати Токай-Хедьялья.

## Включення в список ЮНЕСКО
Під час 26-ї сесії Комітету Світової спадщини ЮНЕСКО, що проходила із 24 по 29 червня 2002 року, в Будапешті(Угорщина), історичний культурний ландшафт виноробного району Токай (англ. Tokaj Wine Region Historic Cultural Landscape) був включений в список. Загалом, під час 26-ї сесії, до списку було включено 9 нових об'єктів.

## Географія

### Загальні відомості

Межі регіону(червоним) на карті Угорщини

Токай-Хедьялья розташований в передгір'ях гір Земплен (угор. Zempléni-hegység або Tokaji-hegység) в північно-східній Угорщині, вздовж річки Бодрог і на місці злиття Тиси з Бодрогом .
Об'єкт всесвітньої спадщини і його буферної зони разом покривають територію із 27 адміністративних населених пунктів (13245 га і 74879 га, так 88124 га в цілому). Близько 97 км в довжину та в середньому 3-4 км в ширину. Найкращі токайські виноградники розташовані на схилах гір від 100 до 400 м над рівнем моря.

### Клімат
Найвищі ділянки регіону розташовані в межах зони помірної вологості, на нижчих ділянках утримується помірно спекотний і сухий клімат. Кількість сонячного світла становить близько 1900–2000 годин на рік, влітку середньому від 750 до 790 годин(в зимі в середньому 200 годин). Середня річна температура коливається між 9,6 і 9,9 °С. Під час вегетаційного сезону вона становить близько 16.3-16.9 °C.
Річна кількість опадів становить близько 600–620 мм, з яких 370–390 мм випадає у вегетаційний період.
| Клімат Токай                | Клімат Токай | Клімат Токай | Клімат Токай | Клімат Токай | Клімат Токай | Клімат Токай | Клімат Токай | Клімат Токай | Клімат Токай | Клімат Токай | Клімат Токай | Клімат Токай | Клімат Токай |
| Показник                    | Січ.         | Лют.         | Бер.         | Квіт.        | Трав.        | Черв.        | Лип.         | Серп.        | Вер.         | Жовт.        | Лист.        | Груд.        | Рік          |
| Середній максимум, °C       | 0            | 2            | 8            | 15           | 21           | 25           | 26           | 26           | 21           | 15           | 7            | 2            | 9,9          |
| Середній мінімум, °C        | −4           | −4           | 0            | 4            | 9            | 13           | 14           | 14           | 9            | 5            | 1            | −2           | 9,6          |
| Днів з опадами              | 14           | 12           | 15           | 16           | 14           | 14           | 16           | 9            | 12           | 10           | 15           | 16           |              |
| Вологість повітря, %        | 88           | 77           | 66           | 65           | 62           | 68           | 72           | 66           | 75           | 78           | 85           | 88           |              |
| --------------------------- | ------------ | ------------ | ------------ | ------------ | ------------ | ------------ | ------------ | ------------ | ------------ | ------------ | ------------ | ------------ | ------------ |
| Джерело: Климат Токай(рос.) |              |              |              |              |              |              |              |              |              |              |              |              |              |

### Флора та фауна
На північних схилах виноробного регіону можна зустріти граб та турецький дуб. Із флори тут можна зустріти також: дерен, глід одноматочковий, калину та мигдаль степовий. У найтепліших місцях ростуть: півники, або ірис угорський (Iris variegata), рідкісні півники злаколисті, чина гороховидна та ковила вузьколиста. 17 видів орхідей ростуть на горі Копаж (угор. Kopasz-hegy). Найтиповішою тут рослиною, звичайно, що є виноград. Проте в південній частині регіону також ростуть персики, сливи та рідше мигдаль. Також ростуть: пшениця, кукурудза, жито, соняшник.
Ліси переважно соснові.
Найтиповішими представниками фауни, на території виноробного регіону є: квак звича́йний, косар, чапля сіра, баклан, лелека білий, змієїд, орел-могильник, підорлик малий. В наявності є великі популяції кроликів, оленів і диких кабанів.
|  |  |  |

## Історія

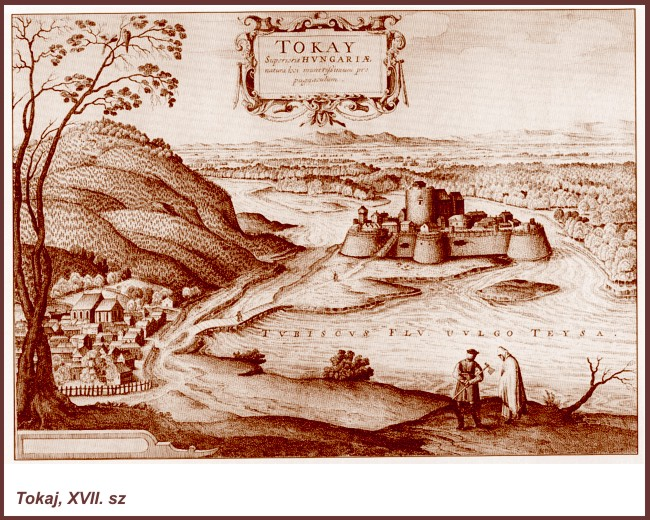
Токайський замок (17 ст.)

Літописи відносять появу Токай-Ассу (угор. Tokaji Aszu) приблизно до 1550 року. Однак існує і така думка, що першим, кому вдалось отримати це вино, застосувавши технологію, що дійшла до наших днів, був проповідник Мате Сепші-Лацко, який служив при дворі Ракоці і Жужанни Лорантфі, близько 1650 року.
У XVII столітті, одна третя території Угорщини була окупована турками, а інша входила до складу імперії Габсбургів. Побоюючись турецьких набігів, Сепші-Лацко умовив прихожан почекати зі збором винограду. Коли небезпека минула, люди вийшли з укриттів і зібрали урожай на місяць пізніше встановленого терміну, і несподівано з підв'ялених ягід вийшло чудове вино, яке було набагато краще звичайного.
Токайське вино було піднесене королевою Угорщини і Богемії Марією Терезією самому Папі Римському, як дорогоцінний подарунок. Про це вино Папа Бенедикт XIV відгукнувся із захопленням, благословивши землю, яка народжує такі чудові вина, а заодно і королеву, яка відкрила для нього джерело райського блаженства. Усі наступні за ним Папи тримали токайське вино у себе в спальні, щоб завжди його мати під рукою.
Король Франції та Наварри Людовик XIV, який був рекордсменом по царюванню і знаходився на престолі 72 роки, тримав запаси цього вина для своєї коханки мадам де Помпадур. Саме король-сонце Людовик XIV охрестив Токай «королем вин та вином королів».
Король Пруссії Фрідріх Великий пригощав своїм улюбленим вином Вольтера, від якого великий французький філософ, поет і прозаїк прийшов у невимовний захват, заявивши:
|           | Його солодкуватість та міцність відроджують людину. Це вино приводить в дію всі звивини мозку і запалює в глибині душі чарівний феєрверк іскристої дотепності та радості |
| — Вольтер | |

Великий австрійський композитор Франц Шуберт написав на честь цього вина, музику до пісні «Хвала Токайському».
Імператор Австрії і король Угорщини Франц Йосиф вважав Токай найкращим королівським подарунком, щорічно посилаючи його на день народження англійській королеві Вікторії.
Відомі історичні факти, коли Токай був використаний в дипломатичних цілях. Інструментом підкупу, розмінною монетою служили токайські вина в тих випадках, коли ні вплив, ні гроші, ні погрози вже не діяли. У зв'язку з цим можна навести приклад, коли під час війни за незалежність князь Трансільванії Ференц Ракоці II закупівлю зброї фінансував за рахунок токайського вина. Ракоці був першим, хто класифікував виноградники Tokaj-hegyalja, поділивши їх на категорії.

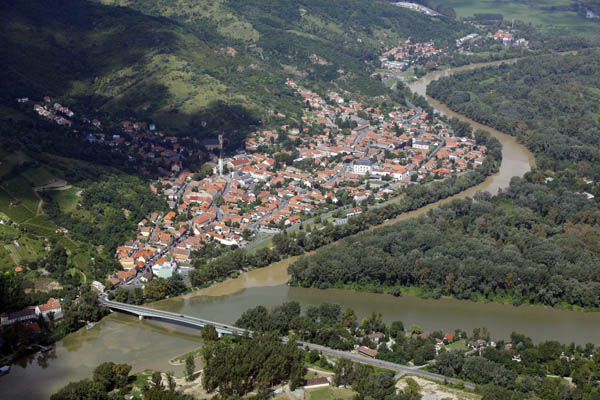
Сучасний вигляд м.Токай

## Вино
В Угорщині більше двадцяти виноробних регіонів. Найбільш значними вважаються Віллань і Токай-Хедьялья. На майже ста тисячах гектарів угорських виноградників вирощують понад ста білих і червоних сортів винограду. Серед білих найпоширенішими є Фурмінт токайський (угор. Tokaji Furmint), Харшлевелю, Мускат і Рислінг, а серед червоних — Кадарка, Піно Нуар, Цвайгельт, Каберне Совіньйон і Мерло. В основному, Угорщина приділяє увагу білим сортам винограду, і 60% усіх вироблених тут вин — білі.
Головний секрет токайських вин — особливий мікроклімат місцевості. Восени під час дозрівання врожаю часто наступає період дощів і туманів. Саме в цей час виноградники вражає «благородна цвіль», через яку в наступний сонячний період зрілі ягоди не гниють, а висихають прямо на лозі, перетворюючись на унікальну сировину для створення різних вин.

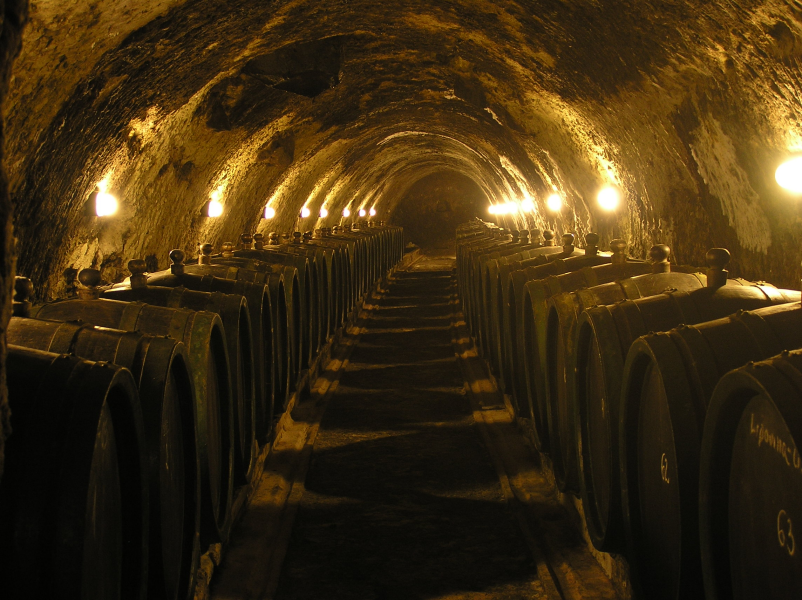
Токай винний льох; 185 підвалів були підраховані в місті Токай в 1967

Ще один секрет місцевого вина — токайські винні погреби. Токай, хоча і провінційне містечко, але багато жителів називають його «багатоповерховим». Його головні «поверхи» — підземні . Штольні почали пробивати ще 500–700 років тому. У підвалах довжиною 40 кілометрів і розташованих у два- три поверхи рука потопає в м'якій і благородної темно-сірої цвілі. У ній, як тут кажуть, одна з таємниць токайського .
Класифікація угорських сухих вин визначається чотирма категоріями:
- I вина вищого класу, контрольовані за походженням (угор. Külőnleges minőségű bor);
- II марочні (угор. Minosegű bor0;
- III місцеві (угор. Taibor);
- IV столові (угор. Asztali bor).

### Основні види

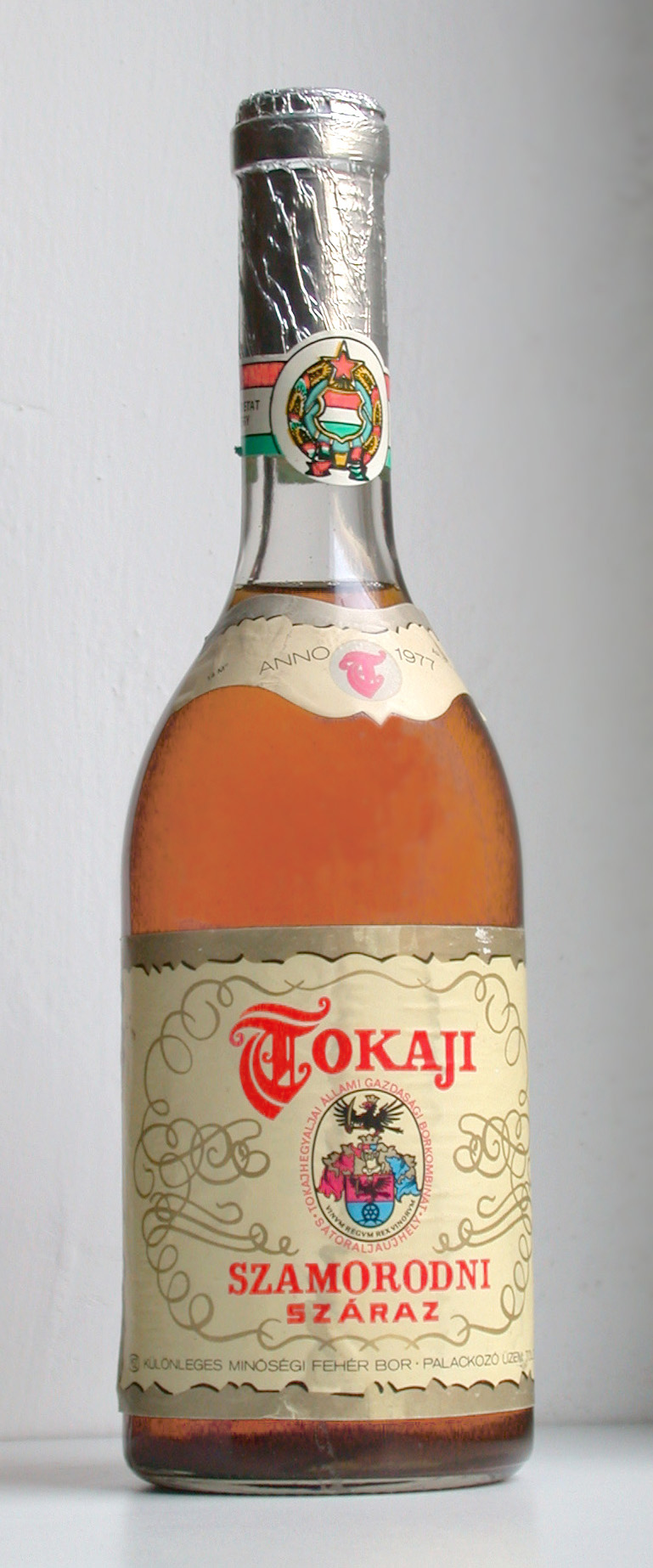
Tokaji Szamorodni 1977

Основні види токайських вин відрізняються за технологією виготовлення.

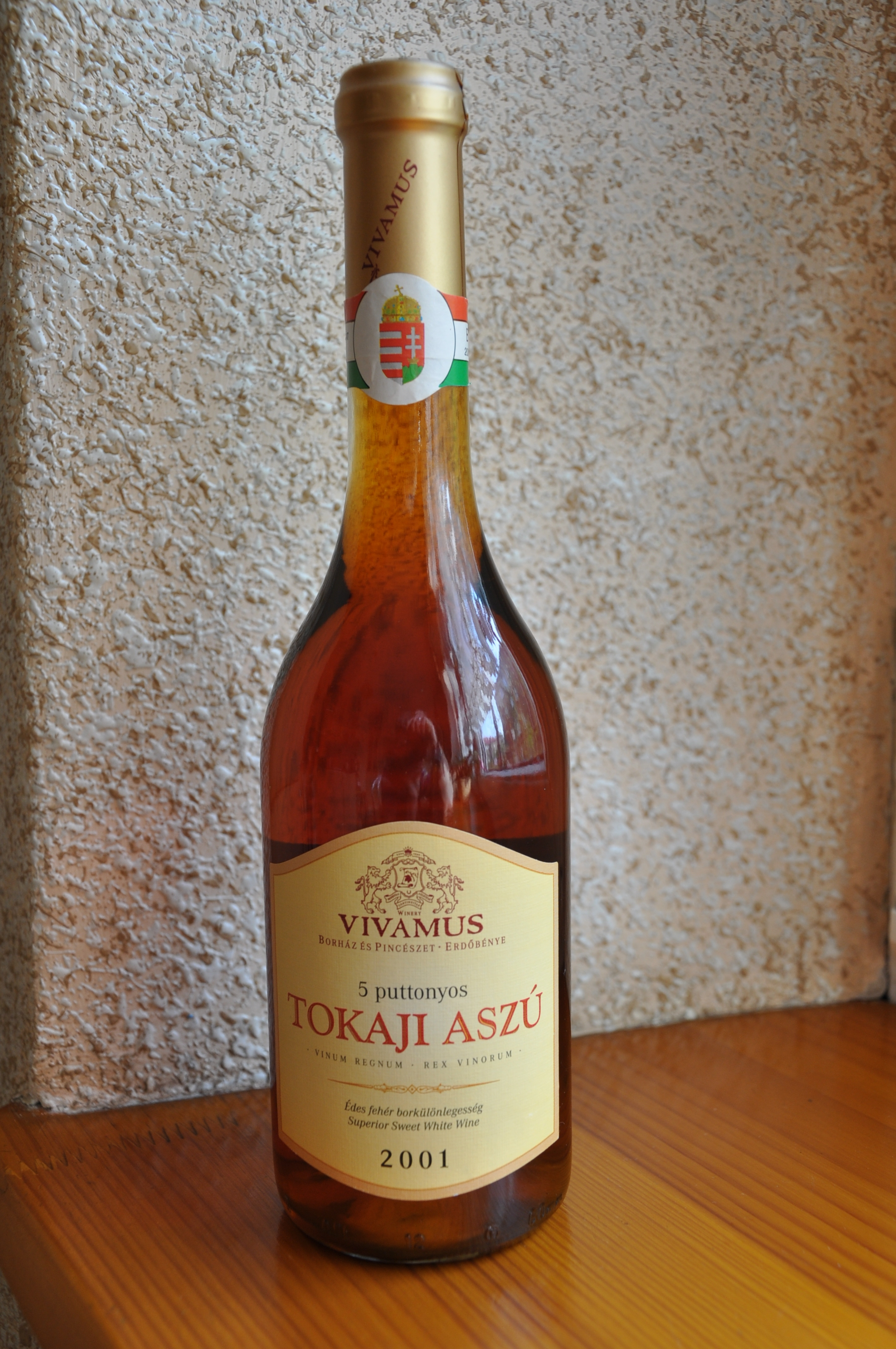
Токай Ассу (2001 р.) «Вино королів, король вин» (як називав Людовик XV король Франції Токайське вино)

Токай Ассу (угор. Tokaji Aszu) — робиться з винограду, ураженого благородною цвіллю ботрітіс (Botrytis cinerea). У зневодненому винограді, який називається Ассу(свого роду родзинки), зберігається підвищена концентрація соку і цукру. Його вручну збирають у спеціальні 25(28,30)-ти кілограмові дерев'яні ємності, де з винограду під тиском власної ваги починає виділятися густий сік, який потім додається до базового провину. Ємності для віджиму називаються путтонь, і це ж назва використовується для позначення солодкуватості токайських вин: чим більше путтонь, тим вищий клас вина.
Спіртуозність Токай Ассу лежить в межах 12-14% об., Вміст цукру (починаючи з 2-х путтоневих Ассу) становить 3, 6, 9, 12 і 15%, а титруєма кислотність дорівнює 6,1-6,5 г/дм3 .
Токай Ассу — зразок чудового токайського вина з перестиглого винограду, ферментація, якого відбувається 60 днів. Символ на етикетці «ptt» позначає кількість путтонь. Деякі екземпляри 5-річних Ассу не гірше інших благородних аристократичних вин з 50-річною витримкою.
Найвища сходинка Токаю Ассу — Royal Tokaji. Вина марки Royal Tokaji спільного міжнародного підприємства The Royal Tokaji Wine Company вважаються дуже престижними.
Токай Ассу містить 1,5-2% гліцерину, і часто використовується, як профілактичний засіб від серцево-судинних захворювань. Кажуть, що досить сорока крапель токайського Ассу 6 ptt на ніч, щоб позбутися безсоння. Токайське Ассу знімає головний біль, виліковує депресію і допомагає при гастроентерологічних хворобах. Завдяки вмісту цвілевих культур воно навіть може вважатися природним антибіотиком.

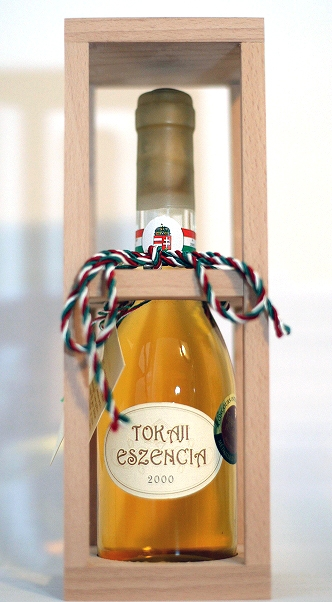
Пляшка Токайської есенції 2000 року

Токай Ассу Есенція (угор. Tokaji Aszu Eszencia) — це Токай Ассу категорії не менше 6 ptt(путтонь). Токай Есенція — вино, з вмістом 8-10% об. спирту і кислотністю 250 г/дм³. Це вино виготовлене з винограду, урожай який збирають по ягідці. Ароматний сік, повільно випливає без пресу, без тиску, подібний рідкому меду і зберігає 40-60% цукру. Ферментація такого сиропу розтягується на два роки, а витримка триває не менше 18 місяців в маленьких дубових бочках і ще мінімум рік в пляшках.
Токайская Есенція — національне надбання Угорщини, недоступне для широкого кола споживачів. Це елітарне вино для окремих представників суспільства.
Токай Едеш Саморідня (угор. Tokaji Edes Szamorodni) — виготовляється при недостатній кількості винограду, ураженого благородною цвіллю. Це вино із більш низькою якістю, в порівнянні з Токай Ассу.
Токай Сараз Саморідня (угор. Tokaji Szaraz Szamorodni) — сухе біле вино, що нагадує Херес. Токай Саморідня належить до групи натуральних сухих вин із залишковим цукром. При зборі винограду, підв'ялені ягоди від грона не відокремлюються, а подрібнюються в загальній масі і настоюються від 12 до 24 годин. Після цього сусло зброджують і витримують у неповних великих бочках по 136–220 л не менше 2-х років. Вільний повітряний простір у бочках, викликає окислення вина, і це надає вину характерний хлібний присмак. Стандарти по спирту — 13-15% об., А по цукру — до 40 г/дм3 для солодких екземплярів.
Токай Фурмінт (угор. Tokaji Furmint) виготовляється з місцевого сорту Фурмінт. Це сухе, трохи солодкувате вино блідо-жовтого кольору з трохи зеленуватим відтінком. Тонкий витончений букет насичений ароматами фруктів.
Токай Харшлевелю (угор. Tokaji Harslevelu) роблять із сорту Харшлевелю, назва якого в дослівному перекладі звучить як «липовий лист». Це золотисте вино, своїм стриманим складним ароматом нагадує рислінг, хоча Токай Харшлевелю, все ж таки, більш солодкуватий і менш терпкий.

### Цікаві факти
- 2011 рік. 30 медалей Угорщини в тридцять п'ятій престижній виставці Challenge International du Vin, де 30 країн представляли більш ніж 4500 видів вин. Серед восьми золотих медалей дві отримав Токай.
- 2012 рік. Токай завоював вже 5 золотих медалей на цій же виставці Challenge International du Vin.
- У тому ж, 2012 році, сухе вино Tokaj Furmint 2010 стало офіційним вином авіакомпанії Malev
- Відомими поціновувачами Токайського вина були Лев Толстой (його персонажі вживають токайське в романі «Війна і мир»), чилійський поет Пабло Неруда, англієць Джонатан Свіфт (герой п'є вино в «Подорожі Гуллівера») і поет Роберт Браунінг, який в поемі Nationality in Drinks прославляє французький кларет, угорський токай і англійське пиво. Про Токайське вино писали Руссо і Дідро, Бальзак оспівав його в «Шагреневої шкірі»(Шагренева шкіра), а Гюстав Флобер в «Виховання почуттів», ним захоплювався Олександр Дюма в романі «Жозеф Бальзамо». Анатоль Франс зізнавався, що після келиха Токайського умиротворення охоплює все його єство.

### Захист торгової марки

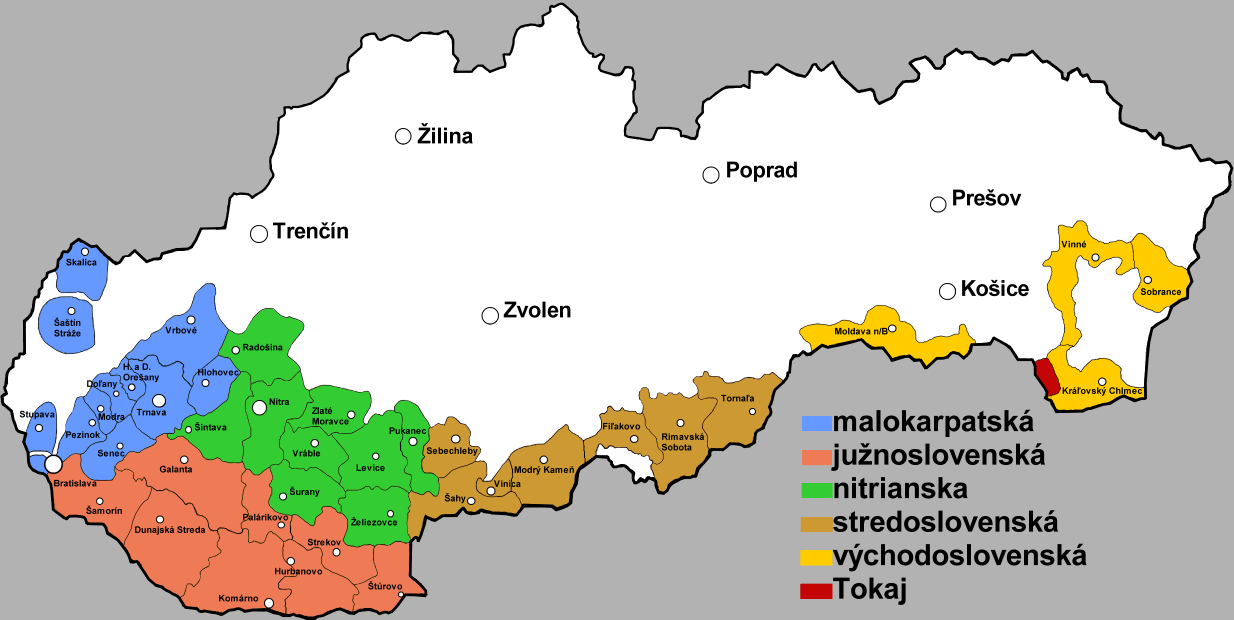
Виноградні регіони Словаччини(червоним — Токай)

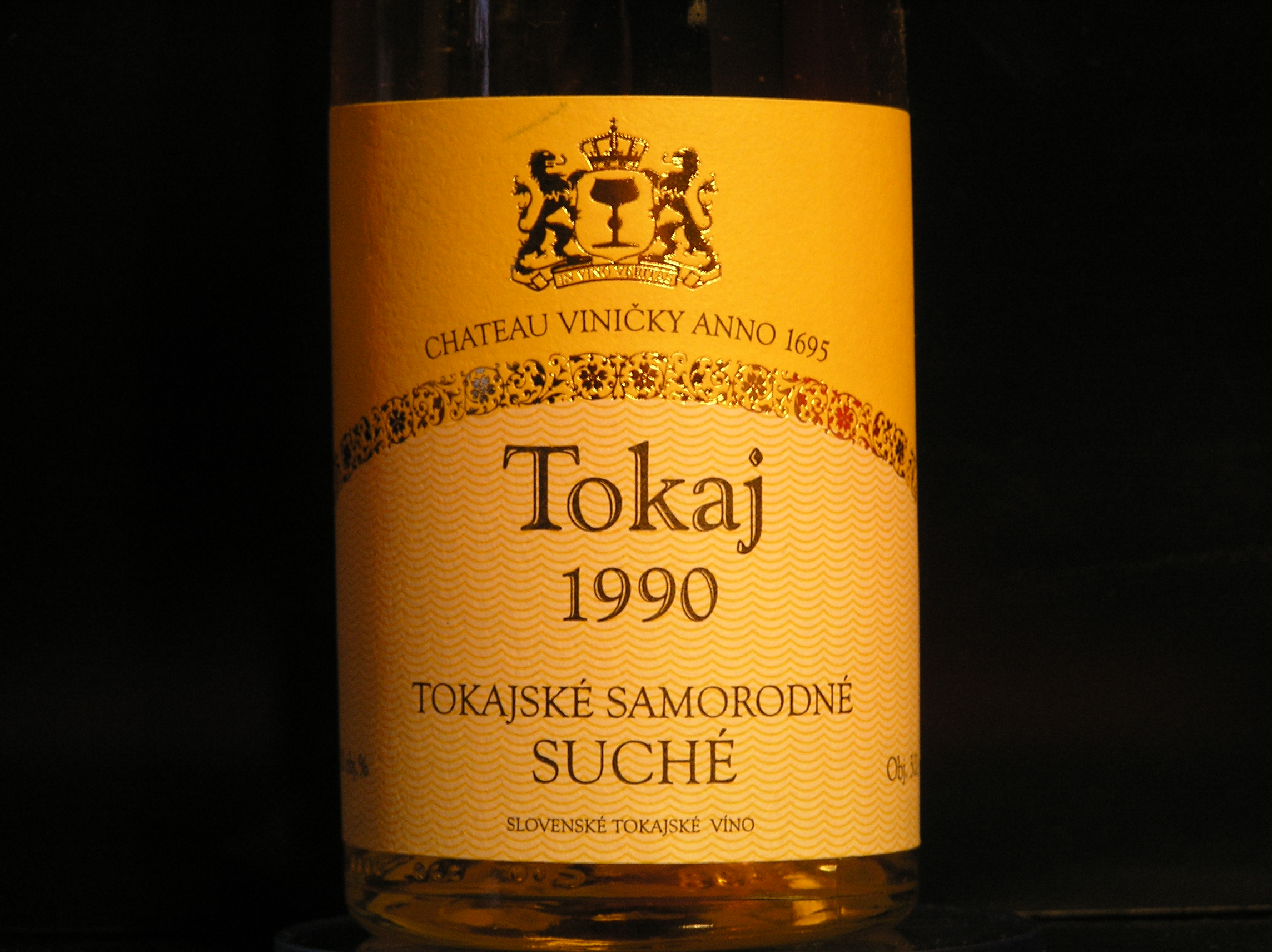
Пляшка Словацького Токайського вина

Історично склалося так, що Словаччина теж має право виробляти токайські вина. Токайський регіон був офіційно затверджений в 1908 році, в той час, коли Угорщина і Словаччина ділили простір єдиної Австро-Угорщини.
Виноробний регіон розташований між річками Тиса та Бодрог на вузькій смузі протяжністю в 4 кілометри. Ділення імперії «відрізав» частину виноградників від Угорщини, передавши їх по Тріанонському договору у володіння семи словацьким селах. Угорські вина називаються «Tokaji», а словацькі вина згідно з рішенням Європейського союзу промарковані як «Tokajský/-á/-é».
У 1989 році словацький токай Tokajske vino викликав запеклі суперечки з приводу захисту торгової марки і можливості виробництва нових токайських вин. Суперечки повторювалися і кожна сторона завжди залишалася при своєму інтересі: місцеві винороби не визнавали Токай, який зроблений поза межами Угорщини, а чужаки продовжували випускати свої підробки, які іноді перевищували оригінальні токайські вина.
Сучасний словацький Токай має більш низьку ціну при вельми високій якості, а французи акліматизували угорську лозу Харшлевелю, щоб випускати своє вино під маркою Tokai, прибравши з назви одну букву(в оригіналі Tokaji).
Найменування Tokaji є контрольованим за походженням, а це означає, що це ім'я можуть носити лише вина з однойменного угорського регіону. Два десятки заводів апелласьона Токай виробляють справжнє токайське вино. Класичний токайський асортимент включає обов'язкові Tokaji Szamorodni, Tokaji Aszu і Tokaji Aszu Eszencia. Якщо Tokaji Szamorodni і Tokaji Aszu коштує в межах 4-8 доларів за пляшку, то ціна Tokaji Aszu Eszencia буде вище 9 доларів. Умовно токайськими винами прийнято вважати російські, молдавські та українські аналоги. І хоча вони виробляються з дотриманням ліцензованої технології з використанням токайських виноматеріалів, їх вартість менше 4 доларів.
У підробленого вина замість напису Tokaji можливо зустріти варіанти Tokaj, Tokai, Tokay та інші. Тому, щоб бути впевненим у вині, яке ви збираєтеся придбати, потрібно уважно придивитися до його імені.

## Туризм
Токайський виноробний регіон приваблює не лише туристів а й поціновувачів давніх традицій виноробної справи. Туризм відіграє важливу роль в майбутньому становленні регіону. Основна ціль політики в галузі туризму є підтримка, розвиток і збереження значення регіону. Транспортне сполучення із регіоном досить сприятливе для відвідувачів. Є кілька шляхів щоб дістатися до Токаю, через залізничні та дорожні сполучення, що з'єднує Будапешт та схід Словаччини.
Тут немає ніяких проблем із паркуванням: кілька туристичних визначних пам'яток, які знаходяться в різних частинах міста. Центр Токай, який є найбільш важливою пам'яткою і є зоною без транзитних перевезень. Паркувальні місця створюються за межами центру міста.

### Контактна інформація
Туристичний інформаційний центр: TURINFORM, Токай, 3910 Serház út 10

E-пошта